# Bor (fucile)
Il Bor è un nuovo fucile di precisione a otturatore girevole-scorrevole polacco in calibro 7,62 × 51 mm NATO. L'arma ricevette il nome di Alex durante lo sviluppo, dal nome del capo progettista Aleksander Leżucha, creatore del fucile anti-materiale WKW Wilk calibro .50 BMG. Dopo la fase di sviluppo, il fucile venne rinominato Bor.

## Sviluppo
Dopo il 1999, quando la Polonia divenne membro della NATO, c'era bisogno di nuove armi per le Forze armate polacche compatibili con le armi NATO standard. Iniziato nei primi del 2000, al Centro Scientifico e Sviluppo di Equipaggiamento Meccanico (Ośrodek Badawczo Rozwojowy Sprzętu Mechanicznego - OBR SM) a Tarnów, l'ingegnere Aleksander Leżucha iniziò il suo lavoro sul nuovo fucile di precisione standard. Il lavoro di Alex era finanziato dal Ministero delle Scienze e Ricerche Tecnologiche in una joint venture con l'impianto manufattiero OBR SM Tarnów, nell'ipotesi che nei servizi polacchi questo fucile rimpiazzasse gli altri fucili di precisione di questo calibro.
Nell'estate del 2005 cominciarono i test del nuovo fucile. Il Bor fu prima presentato al 12°esimo International Defense Industry Exhibition MSPO nel settembre 2005 in Kielce. L'arma entrò in produzione nel 2006.
Nella primavera del 2007 il Bor 7,62 mm aveva superato le prove necessarie per entrare negli inventari polacchi. Le Forze armate polacche ne acquistarono 36 pezzi nel 2007.

## Dettagli del design

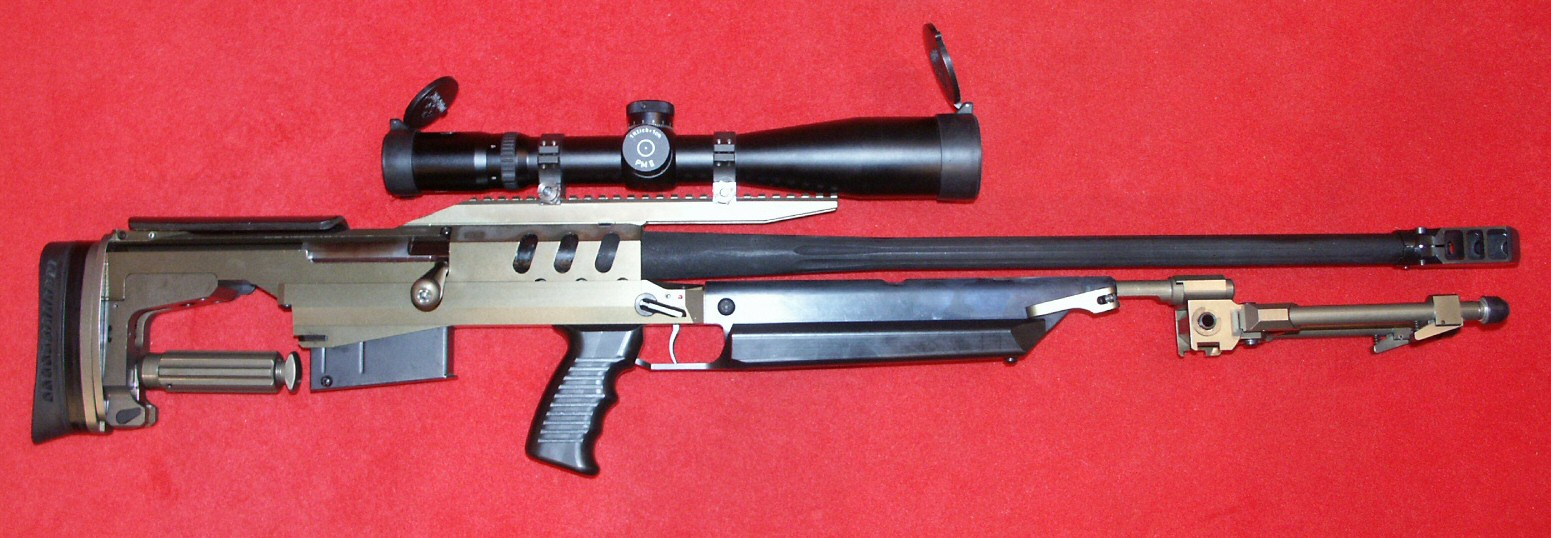
Alex-338

Il Bor è un fucile di precisione in configurazione bullpup a otturatore girevole-scorrevole. La costruzione prevede una precisione ottimale grazie ad un sistema di scanalature e alla configurazione bullpup, che consente alla canna da 680 mm una lunghezza massima di 1.038 mm. La volata è dotato di doppia scanalatura, che serve per ridurre il rinculo di circa il 30%. La produzione del disegno "in-line" del ricevitore della canna inoltre riduce il rinculo in linea retta, minimizzando il muso. Un bipede robusto e regolabile è piazzato nella parte anteriore. Il fucile è caratterizzato da un calcio pienamente aggiustabile. Un monopiede pieghevole/regolabile si trova dietro il caricatore sul lato interno del calcio e può essere utilizzato per sostenere il fucile in posizione di tiro, durante lunghi periodi di distribuzione. Il mirino telescopico standard è un Leupold 4.5-14x50, con vista a griglia.

## Varianti
Intorno al 2007, OBR Tarnów cominciò lo sviluppo di un modello .338 Lapua Magnum sotto la costruzione del Alex-338. Nei primi del 2008 il Centro Scientifico e Sviluppo di Equipaggiamento Meccanico completò il lavoro progettato e nel giugno 2008 il primo prototipo è stato assemblato.
Il modello è stato presentato al pubblico all'International Defence Industry Exhibition a Kielce, Polonia in settembre 2008. Il fratello maggiore del Bor presenta leggeri differenze esterne dal suo predecessore. L'Alex-338 pesa 6,5 kg senza ottiche e 7,3 kg con montato il telescopio Leupold standard. Si usa lo stesso caricatore del fucile Finlandese Sako TGR-42.
Come il Bor 7,62 mm Bor l'Alex-338 condivide alcune caratteristiche con il fucile di precisione francese PGM 338. L'eventuale incameramento di munizioni incamerate .338 Lapua Magnum (8,6 × 70 mm) sarebbe una novità per l'esercito polacco.